# 罗甸沟瓣
罗甸沟瓣（学名：Glyptopetalum feddei）是卫矛科沟瓣属的植物，是中国的特有植物。分布于中国大陆的广西、贵州等地，常生长在山地、沟谷及河边等疏林中，目前尚未由人工引种栽培。